# 颱風黛蒂 (1973年)
颱風黛蒂（英語：Typhoon Dot）為1973年太平洋颱風季其中一個被命名的熱帶氣旋，亦是少數在南海形成而又增強為颱風的風暴。黛蒂是皇家香港天文台及澳門氣象台自該年年初改革熱帶氣旋烈風信號以來，首個引致兩地氣象部門懸掛烈風信號的風暴，最終兩地亦需懸掛第二高的九號信號。它亦是自1964年「十號風球」颱風黛蒂以來再次有同名颱風影響香港和華南。黛蒂於7月13日在西沙群島附近海面形成，形成後大致北行趨向珠江口，期間進一步發展成為颱風，並在7月17日在香港登陸。它登陸後受地形影響而減弱，但沒有消散，反而在福建省出海後重新增強，到7月20日才在韓國附近消散。黛蒂主要為香港新界鄉村農地帶來嚴重破壞，當地低窪地區出現水浸，漁農業受損程度相當大，並在全港造成一死38人受傷。

## 氣象歷史
颱風黛蒂是少數在南海形成而又增強為颱風的風暴，而又令香港發出9號或10號信號的熱帶氣旋，之前的是1960年颱風瑪麗及1961年颱風愛麗斯。受之前一年開始的強烈厄爾尼諾現象影響，當年上半年西太平洋沒有任何熱帶氣旋，到7月才有第一個風暴形成（熱帶風暴葦黛），同時南海出現一道活躍的季風槽。一個低氣壓於7月13日在西沙群島附近的這道季風槽中逐漸形成，之後這低氣壓在翌日變為熱帶低氣壓。該系統一開始以西北方向緩慢移動並繼續增強，同日較後時間，皇家香港天文台及美國聯合颱風警報中心皆將它升格成為熱帶風暴，其中後者將它命名為黛蒂，中央氣象局7月15日才將它升為輕度颱風。黛蒂在7月15日轉向偏北方向移動，皇家香港輔助空軍派出飛機進行特別偵測，證實風暴周圍出現烈風，而香港天文台在同日下午再將黛蒂升為強烈熱帶風暴。中央氣象局同日率先將其升格成為中度颱風。黛蒂到7月16日進一步增強，香港天文台經氣象衛星雲圖分析，表示黛蒂已有相當組織，其相關密集雲帶覆蓋範圍直徑達480公里。美方及香港天文台於同日將其升格成為颱風，當時黛蒂已轉向偏北移動並加速，趨向珠江口一帶。
黛蒂轉向東北偏北移動，於7月17日抵達香港以南海面，其風眼已進入香港天文台天氣雷達的掃瞄範圍內，當時風眼直徑達32公里左右。黛蒂在當日凌晨經過香港境內，到早上6時半登陸西貢東一帶，一小時後經過大鵬半島進入廣東省，大部分地方一度受颱風中心影響，但因所有氣象站都沒有錄得持續颶風，香港天文台認為黛蒂已減弱為強烈熱帶風暴，而美方及中央氣象局也跟隨香港天文台，分別將其降格成為熱帶風暴及輕度颱風。黛蒂因受地形影響，持續減弱，美方在同日進一步將其降格成為熱帶低氣壓，但黛蒂沒有即時消散，反而加速橫過廣東並繼續向東北移動，香港天文台只將其降格成為熱帶風暴，而中央氣象局則維持輕度颱風等級。黛蒂保留其環流，在7月18日在福建省福州市附近出海，同時再次組織起來，美方一度將它重新升格為熱帶風暴；它在翌日走到琉球群島西北方海面時，轉為偏北方向移動，美方及香港天文台皆降格為熱帶低氣壓。黛蒂在7月20日短暫掠過韓國西南沿海地方後，最終在韓國附近的黃海海面消散。

## 影響

### 香港
- 當地評定巔峰強度分級：（HKO）
- 當地評定最大持續風速：140每小時（39每秒；76節）（十分鐘）
- 當地懸掛之最高熱帶氣旋警告信號： 九號烈風或暴風風力增強信號
- 最接近當地時間：1973年7月17日上午6時
- 最接近當地位置：香港天文台總部以東約20公里（掠過香港境內）

天文台在7月14日晚上7時50分懸掛一號戒備信號，當時黛蒂形成並集結南海海面，黛蒂在晚間增強並採取偏北路徑趨向華南沿岸，天文台在7月15日早上6時15分改掛三號強風信號。隨著黛蒂在7月16日下午增強為颱風並加快移動，天文台在下午3時正改掛八號東北烈風或暴風信號，當黛蒂持續轉向及幾乎直趨香港時，天文台在晚上10時40分改掛九號烈風或暴風風力增強信號。黛蒂翌日掠過香港境內，並登陸西貢東，然後進入廣東省，香港受其風眼之西部邊緣影響，天文台清晨5時10分改掛八號西北信號，再在早上10時10分改掛八號西南信號，表示烈風風向轉變。因黛蒂在內陸繼續減弱，天文台在下午1時45分改掛三號信號，所有信號在三小時後除下，以上時間均為夏令時間。
黛蒂是天文台自該年元旦改革熱帶氣旋警告，將以往五至八號信號統一成為八號信號四個方向以來，首個引致天文台懸掛烈風信號的風暴。因應黛蒂正面吹襲，外匯銀行公會宣佈全港銀行暫停營業，四大證券交易所及金銀業貿易場7月17日停止買賣。海陸空交通包括渡輪、巴士、九廣鐵路及啟德機場航班全部在7月16日晚間開始停頓，另一方面，港九市區開放逾一百間防風庇護站供有需要人士暫住，同時全港至少兩千人要撤往他處避風。黛蒂吹襲前期，己有兩艘貨輪擱淺及七艘貨輪斷錨飄流，然而經當局拯救後得以脫險。其後黛蒂登陸香港，境內陸續出現災情，荃灣南豐紗廠附近山坡出現山泥傾瀉，泥石湧入紗廠的休息室，內裡一男一女遭活埋，女工被救出時已死亡，而男工則受重傷並送醫，風暴最終共有38傷。另外，全港不少低窪地區出現嚴重水浸，其中包括黃大仙警署附近平陽新村一帶、深水埗石硤尾、長沙灣道及南昌街一帶。新界郊區尤其是天水圍水深更達四英尺，許多農田、魚塘、牲畜等損失嚴重。漁農處在風暴過後即7月18日開始為受災新界農民登記，三日之內登記者多達六千戶，主要來自大埔區及元朗區。

### 澳門
當地懸掛之最高熱帶氣旋信號：  九號風球
澳門氣象台於7月14日晚間懸掛一號風球，之後在15日改懸三號風球，下午5時改懸八號東北風球，晚上11時10分更懸掛九號風球，至翌日上午10時改懸八號西北風球，再於同日正午12時改懸三號風球，最後在下午4時35分卸下所有風球。黛蒂是澳門氣象台自該年3月跟隨香港改革熱帶氣旋警告，將以往五至八號風球統一成為八號風球四個方向以來，首個引致澳門氣象台懸掛烈風或暴風風球的風暴，在黛蒂影響期間，往離島和香港的航線取消（當時嘉樂庇總督大橋尚在建設中），直至三號風球卸下後才恢復。全澳市面雖然一度癱瘓，低窪地區有水浸，但沒有遭受明顯破壞，有些樹木、招牌和泥牆被吹倒，損失輕微。另外，有逾千名港人一度因渡輪取消而滯留澳門，他們在渡輪服務恢復後趕搭渡輪回港。

### 中國大陸
- 當地評定巔峰強度分級：（CMA）
- 當地評定最大持續風速：35每秒（68節；130每小時）（二分鐘）
- 當地評定中心最低氣壓：975百帕斯卡（28.79英寸汞柱）

中國大陸廣東省氣象台在7月15日對該年「第四號颱風」（7304號颱風，指黛蒂）發表颱風警告，表示颱風將在翌日靠近珠江口及湛江地區沿海一帶，對廣東中部及西部有較大影響。廣東省氣象台到16日更新颱風警告，指出颱風將在寶安縣到惠來縣之間沿海登陸，惠陽、汕頭兩地區會吹十級旋風並有暴雨，颱風經過的地方更會有十二級風及大暴雨。颱風最終穿過大鵬半島及登陸惠東縣沿海，其後進入梅縣地區，其間未有明顯災情報告。颱風其後再經過福建省進入東海，並再次增強。

## 熱帶氣旋警告使用紀錄

### 香港
| 皇家香港天文台 熱帶氣旋警告信號 | 皇家香港天文台 熱帶氣旋警告信號 | 皇家香港天文台 熱帶氣旋警告信號 |
| ------------------------------- | ------------------------------- | ------------------------------- |
| 上一熱帶氣旋                    | 八號東北烈風或暴風信號          | 下一熱帶氣旋                    |
| 颱風波密拉                      | 八號東北烈風或暴風信號          | 颱風嘉曼                        |
| 颱風露西                        | 八號西北烈風或暴風信號          | 颱風愛茜                        |
| 颱風露絲                        | 八號西南烈風或暴風信號          | 強烈熱帶風暴愛娜斯              |
| 颱風露絲                        | 九號烈風或暴風風力增強信號      | 颱風嘉曼                        |
| 颱風波密拉                      | 八號烈風或暴風信號              | 颱風嘉曼                        |

### 澳門
| 澳門氣象台 熱帶氣旋信號 | 澳門氣象台 熱帶氣旋信號 | 澳門氣象台 熱帶氣旋信號 |
| ----------------------- | ----------------------- | ----------------------- |
| 上一熱帶氣旋            | 一號風球                | 下一熱帶氣旋            |
| 颱風雪麗                | 一號風球                | 颱風嘉曼                |
| 颱風柏美娜              | 三號風球                | 熱帶低氣壓              |
| 颱風柏美娜              | 八號東北風球            | 颱風嘉曼                |
| 颱風雪麗                | 八號西北風球            | 颱風嘉曼                |
| 颱風雪麗                | 九號風球                | 颱風嘉曼                |
| 颱風柏美娜              | 八號風球                | 颱風嘉曼                |

## 註腳
1. ↑  包括日本氣象廳在內的全世界大部分區域專責氣象中心採用十分鐘持續風速衡量熱帶氣旋強度，但美國的聯合颱風警報中心採用一分鐘持續風速，兩個數值的換算比約為1比1.14。[4]

## 外部連結
- 1973年熱帶氣旋年刊 （页面存档备份，存于），皇家香港天文台
- 民國六十二年北太平洋西部颱風概述 （页面存档备份，存于），交通部中央氣象局